# Марківське (Полтавська область)
Марківське — село, Комишнянська селищна рада, Миргородський район, Полтавська область, Україна.
Село вказано на спеціальній карті Західної частини Росії Шуберта 1826—1840 років як хутір Марківського (Яковищев).
Село ліквідоване після 1979 року.

## Географія
Село Марківське розташовувалося на правому березі річки Озниця за 1 км від села Савицьке.

## Історія
- Село ліквідовано після 1979 року[2].